# Eduardo Lonardi

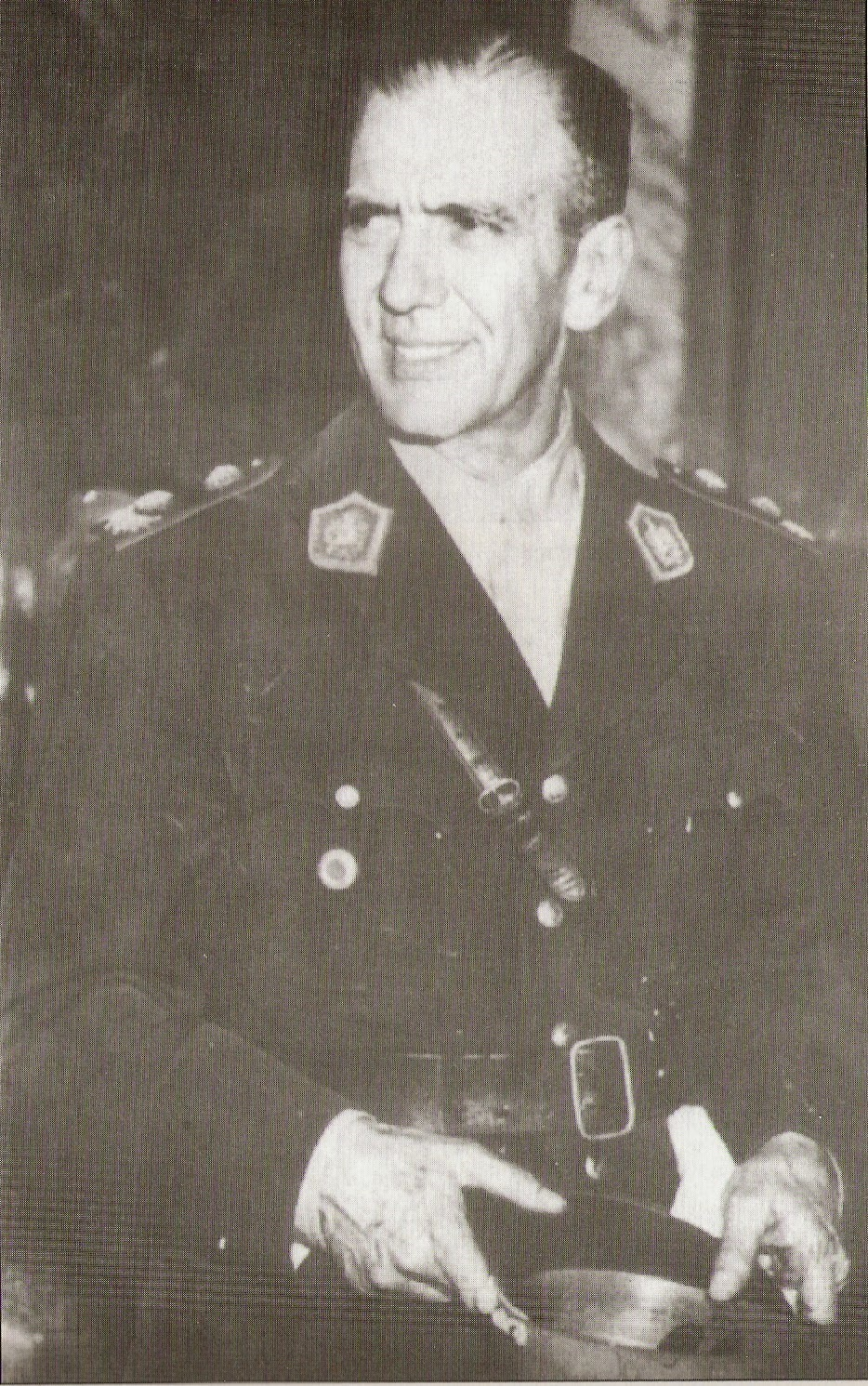
Eduardo Lonardi

Eduardo Lonardi (* 15. September 1896 in der Provinz Entre Ríos; † 22. März 1956 in Buenos Aires) war ein parteiloser argentinischer Politiker und Militär. Er war de facto Präsident Argentiniens vom 23. September bis 13. November 1955.

## Karriere
1936 wurde dem Militärattaché in Santiago de Chile, Juan Perón, der Mobilisierungsplan für Nordchile angeboten. Peron wurde als Militärattaché nach Rom versetzt. Sein Nachfolger war Eduardo Lonardi.
Diesem wurde der Vorwurf der Spionage gemacht. Der argentinische Botschafter in Santiago de Chile, Frederico Máximo Quintana, blieb untätig.
Arturo Alessandri gab Eduardo Lonardi 24 Stunden, Chile zu verlassen und er wurde in Chile zur Persona non grata. Nach einem Putschversuch 1951 wurde Brigadegeneral Lonardi degradiert und in den Ruhestand versetzt. Lonardi entwickelte sich zum Anhänger von Monseñor Gustavo Juan Franceschi (28. Juli 1881; † 11. Juli 1957), einem orthodoxen Katholiken, und unterhielt Beziehungen zur Partido Demócrata Cristiano. Nach seiner Auffassung befand sich Argentinien in den Händen von Liberalen, Freimaurern und Marxisten.
Von 1949 bis 1968 befand sich die argentinische Artillerieschule in Córdoba. Am 15. September 1955 kam Lonardi mit dem Linienbus aus Buenos Aires in die Artillerieschule. Er trug eine Uniform im Schnitt seiner Dienstzeit. Um ihn sammelten sich weitere Verschwörer, darunter sein Sohn Luis Ernesto Lonardi. Auf der Wache der Artillerieschule legte er einen Befehl von Oberst Ramón Eduardo Molina vor und bat um eine Waffe.
Ihm wurde ein Colt M1911 ausgehändigt. Die Verschwörergruppe begab sich zur Wohnung des Standortkommandanten Juan Bautista Turconi. Turconi öffnete und schritt Lonardi voran in seine Wohnung. Lonardi gab einen Schuss ab und verletzte Turconi am Ohr. In der Folge wurde Lonardi höflich auch der Vortritt in das Präsidentenamt gewährt, das er faktisch von 23. September bis 13. November 1955 bekleidete. Nach seinem Sturz wurde er Militärattaché in Washington, D.C. Er kehrte kurz darauf nach Buenos Aires zurück, wo er an Krebs starb.